# Podo
podo（ポド）は日本のロックバンド。2012年8月18日「SUMMER SONIC 2012」出演。
熊本県出身のメンバー三人から構成される。2000年〜2008年は熊本市を中心に活動。2008年以降は東京に活動の拠点を変えて活動中。

## メンバー
- ユウキペロ‥Vocal / Guitar
- マスダポド‥Guitar / Programming

文鳥グッズ制作ユニット『Momi Buncho Lab』でも活動。
- リサポド‥Upright Bass

### サポートミュージシャン
- 久富真幸…ドラムサポート。元FOOL&SCISSORS、女殺団。現在は「NYORO」で活動中。
- リュージ・ナガサキ…ドラムサポート。「水中ブランコ」のドラマー。鹿児島でのライブサポート。
- 森田夏音…ドラムサポート。「the coopeezのドラマー。京都、東京でのライブサポート。
- 下川リヲ…ベースサポート。「挫・人間」のボーカル・ギタリスト。九州、東京にてリサポド不在時のベースサポート。
- 小林真理子…ベースサポート。「渋さ知らズオーケストラ」のベーシスト。リサポド不在時、東京でのライブサポート。
- オタムラ エム…ベースサポート。「NYORO」のボーカル・ギタリスト。リサポド不在時、熊本でのライブサポート。
- ハダテタカシ…写真家。ライブでのVJやMV制作等。
- 坂出雅海…ヒカシューのベーシスト。アルバムのマスタリング等を担当。

＜アートワーク＞
- 堀道広…うるし漫画家。アルバムのジャケットイラスト。
- 後藤友香…漫画家・画家。「girl」のMVのアニメーション画を担当。

## 音源
- 7inch vinyl「夕暮れ／溺愛」
- 1st cassette single「ヤキソバ食べたい／夜空にクロール」
- 4th album 「豆腐屋の糞息子」
- 3rd mini album 「RAW LIFE」
- 2nd mini album 「ReNew」
- 1st mini album「ガール&ルール」
- 「反撃。～映画「蟹工船」インスパイア・アルバム～」

※「糞壺」にて参加。

## 販売終了音源
- 「ヒトデはカブト虫を殺さない」
- 「カクカクREMIX」
- 「カクカク」
- 「ペド+ワイワイモーモー」